# Jan Hruška (Radsportler)

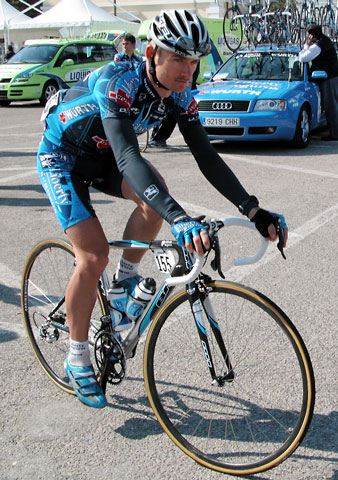
Jan Hruška (2006)

Jan Hruška (* 4. Februar 1975 in Uničov) ist ein ehemaliger tschechischer Radrennfahrer.

## Sportliche Laufbahn
Hruška wurde 1997 beim australischen Team ZVVZ-Giant-Australian Institute of Sport Radprofi. Er galt als guter Zeitfahrer. Zur Saisoneröffnung 1999 gewann er die nationale Meisterschaft im Einzelzeitfahren und das Rennen Velká Bíteš–Brno–Velká Bíteš. Sein erster großer internationaler Erfolg gelang ihm beim Giro d’Italia 2000, als er Prolog und ein weiteres Zeitfahren gewann. 2003 wechselte er zu O.N.C.E., die sich ein Jahr später in Liberty Seguros umbenannten. Dort konnte er eine Etappe der Vuelta a La Rioja gewinnen. 2004 nahm er an der Tour de France teil und beendet sie auf dem 117. Gesamtrang. 2006 wurde er bei der Murcia-Rundfahrt Gesamtvierter und holte sich bei der Clásica Alcobendas mit seinem abschließenden Tageserfolg im Zeitfahren den Gesamtsieg.

### Doping
2000 wurde Hruška nach dem Grand Prix de Llodio positiv auf die Einnahme des Wirkstoffs Nandrolon getestet und wegen Dopings für sechs Monate gesperrt.

## Palmarès
- 2000
  - zwei Etappen Giro d’Italia
- 2006
  - Clasica Alcobendas

## Teams
- 1997 ZVVZ-Giant-Australian Institute of Sport
- 1998 ZVVZ-DLD
- 1999 Wüstenrot-ZVVZ
- 2000 Vitalicio Seguros-Grupo Generali
- 2001 ONCE
- 2002–2003 ONCE
- 2004 Liberty Seguros
- 2005 Liberty Seguros
- 2006 3 Molinos Resort
- 2007 Relax-GAM Fuenlabrada